# Gerhard Hein
Gerhard Hein, oorspronkelijk Gerhard Franz Philippczyk (Klein Paniow, 9 juli 1916 – Harrislee, 6 juni 2008), was een Duitse officier in de Tweede Wereldoorlog.

## Leven en loopbaan
Hein bezocht de volksschool in Gleiwitz en volgde daar een opleiding tot mijnbouwkundige. In 1931 werd hij lid van de Hitlerjugend, waar hij Brigadeleider werd. In 1936 maakte Hein de overstap naar de Wehrmacht en werd benoemd als korporaal. Als infanterist deed hij mee aan de invasie van Polen, waarna hij werd benoemd tot onderofficier. Hij nam vervolgens deel aan de Duitse verovering van Frankrijk. Na de inname van de Franse vesting Toul kreeg Hein het IJzeren Kruis 1939, 1e Klasse. Na de succesvolle campagne in Frankrijk werd Hein in 1941 overgeplaatst naar het oostfront, waar hij als Duitse luitenant aan Operatie Barbarossa deelnam. Hein was onderdeel van 209e Infanterieregiment. Het regiment nam deel aan de verovering van de Baltische staten en het Beleg van Leningrad onder leiding van generaal Wilhelm Ritter von Leeb. Als overtuigd christen was Hein geen voorstander van het beleg en hij maakte veelvuldig bij zijn meerderen bezwaar tegen aanvallen die gericht waren op de voedselvoorziening in de stad. Na een Russisch tegenoffensief raakte Hein zwaargewond waardoor hij de strijd moest staken. Hij ontving het Gewondeninsigne 1939 en kreeg als eerste infanterist van de Wehrmacht het Ridderkruis van het IJzeren Kruis met Eikenloof .
Na zijn verwondingen kon Hein het Beleg van Leningrad niet meer voortzetten en kreeg hij een boerderij in Silezië toegewezen. Toen de oorlog voor Duitsland reeds verloren was, werd Hein inspecteur voor de Hitlerjugend. Hij gaf onder meer tactische instructies aan jonge soldaten, Sandžak-militia en elitedivisies. Grootadmiraal Karl Dönitz haalde Hein mei 1945 naar Flensburg, waar hij als ambtenaar deel uitmaakte van de Flensburgregering. 

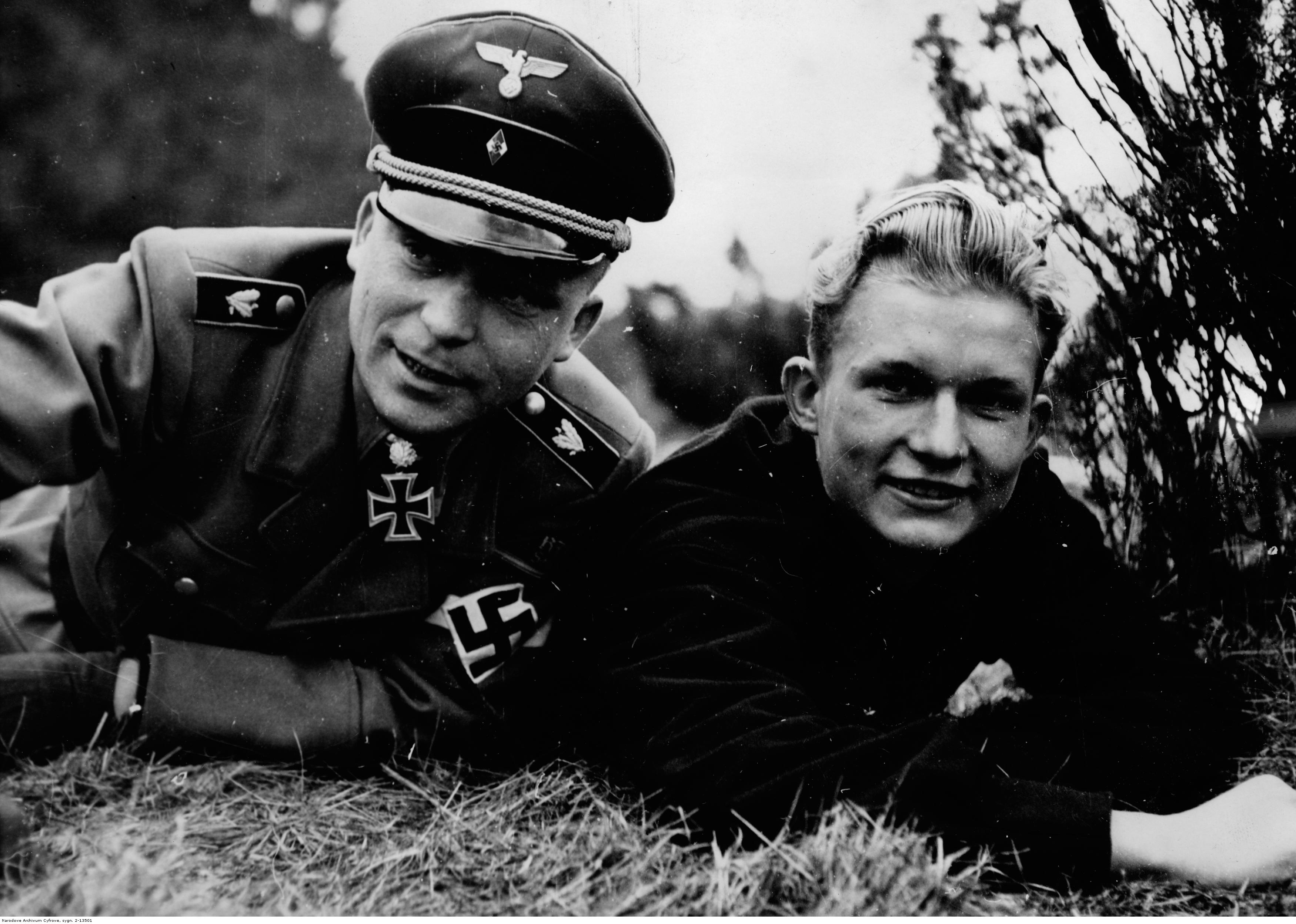
Gerhard Hein inspecteer de Hitlerjugend.

Op 23 mei 1945 werd Hein door de Britten gearresteerd. In 1948 werd hij vrijgelaten. In de jaren daarna maakte Hein onderdeel uit van meerdere veteranencomités. Tijdens zijn werk voor deze comités verzette Hein zich hevig tegen de herbewapening van de Bondsrepubliek Duitsland.

## Carrière
Hein bekleedde verschillende rangen in zowel de Heer als Waffen-SS. De volgende tabel laat zien dat de bevorderingen niet synchroon liepen.
| Datums          | Hitlerjugend          | Reichsarbeitsdienst | Heer                       | Waffen-SS           |
| --------------- | --------------------- | ------------------- | -------------------------- | ------------------- |
| November 1931   | Hitlerjunge           | —                   | —                          | —                   |
|                 | Standortführer der HJ | —                   | —                          | —                   |
| Mei 1933        | —                     | Arbeitsmann         | —                          | —                   |
| 1936            | —                     | —                   | Freiwilliger               | —                   |
| 1938            | —                     | —                   | Unteroffizier              | —                   |
|                 | —                     | —                   | Unteroffizier der Reserve  | —                   |
|                 | —                     | —                   | Feldwebel                  | —                   |
|                 | —                     | —                   | Leutnant der Reserve       | —                   |
|                 | —                     | —                   | Oberleutnant der Reserve   | —                   |
| Oktober 1942    | Bannführer            | —                   | —                          | —                   |
|                 | Oberbannführer        | —                   | —                          | —                   |
| 1 januari 1943  | —                     | —                   | Hauptmann der Reserve      | —                   |
| Mei 1944        | —                     | —                   | —                          | SS-Hauptsturmführer |
| 9 november 1944 | —                     | —                   | Major der Reserve          | —                   |
| Januari 1945    | —                     | —                   | —                          | SS-Sturmbannführer  |
| April 1945      | —                     | —                   | Oberstleutnant der Reserve | —                   |

## Lidmaatschapsnummers
- NSDAP-nr.: 7 595 754 (lid geworden april 1940)
- SS-nr.: (lid geworden april 1944)

## Onderscheidingen
- Ridderkruis van het IJzeren Kruis met Eikenloof (nr.120) op 6 september 1942 als Leutnant der Reserve en Führer, 5. Kompanie, II. Bataillon, Infanterie-Regiment 209, 58. Infanterie-Division, Heer[2][1]
- Ridderkruis van het IJzeren Kruis (nr.212) op 3 september 1940 als Unteroffizier der Reserve en Zugführer, 10. Kompanie, III. Bataillon, Infanterie-Regiment 209, 58. Infanterie-Division, Heer[2][1]
- Duitse Kruis in zilver op 9 januari 1945[1]
- IJzeren Kruis 1939, 1e Klasse (27 juni 1940[2]) en 2e Klasse (23 juni 1940[2])
- Gewondeninsigne 1939 in zilver